# 思个法
思个法（Hso Kaa Pha，1547年—1580年），一作“思个”，麓川傣王思任发的后裔。1564年，思个成为孟拱昭法，其统治期间，试图摆脱缅甸的控制，但是最终失败，于1580年前后被缅甸擒获。

## 生平
思个法，麓川思氏后裔，其父为孟拱昭法。大约在1547年，思个法出生于孟拱。1557年，缅甸征服孟养、孟拱，孟拱土司将年仅十岁的思个送到缅甸为人质。缅王勃印囊将思个带在身边，教其识字、吃饭。
嘉靖四十三年（1564），思个之父孟拱昭法去世，莽应龙没有册封思个之叔为孟拱昭法，而是将思个送回孟拱，成为孟拱的昭法。思个成为孟拱昭法之后，多次率军参与缅甸的远征。思个还娶了汉人廖邦治之女为妻子。
隆庆五年（1571），缅甸征讨兰沧王国，派遣征讨孟养、孟拱出兵从征。思个担心克死异乡，于是决心反叛缅甸。。孟拱、孟养、孟坚，奥，格亚，孟良，温多，孟昔诸城皆叛。缅王勃印囊得知后，派遣卑谬王德多达马亚扎和副王南达亚扎率领水陆大军出征孟养、孟拱。同年秋季，缅军攻陷孟养，任命南达都利亚留守。旋即攻陷孟拱，命门皮亚萨留守，思个远遁山林，退保猛伦，缅军追捕不到。次年雨季到来之前，缅军撤退。
万历二年（1574）秋，勃印囊任命阿瓦王德多明绍为统帅，调派八莫、孟密、翁榜、登尼、孟乃、良瑞、蒲甘、德娄、布坎基、阿敏、勃东、甘尼、德勃因、美都等土司、诸侯征讨孟养、孟拱。
万历三年（1575）金腾兵备道副使许天琦得知思个与缅甸交战，于是派遣指挥候度前往招抚思个，一同抗击缅甸。思个令人占卜吉凶，刻有“天皇帝”名号的木牌立于几案之上，刻有缅王的木牌坠落于地上，于是思个归顺明朝。
秋，勃印囊结束了兰沧远征之后，亲率东吁王明康、卑谬王德多达马亚扎、副王南达亚扎远征孟拱。思个远遁，包拉傣侯与孟养昭法在杰沙伏击缅军，但是被勃印囊识破。孟养昭法被杀，包拉傣侯被生擒.缅军一直追击思个到达坎底坎宁、孟隆、大雪山，因雨季到来，缅军撤退。缅军围攻孟拱之时，思个的岳父廖邦治建议思个向明朝献象请兵，当时许天琦已经去世，罗汝芳为副观察使，调兵援助思个。十二月，明军达到腾越，思个得知援军到来之后，十分高兴，奋勇作战，最终击退缅军。
万历四年（1576）秋，缅王勃印囊又派达耶瓦底侯明达锡率军征讨孟养、孟拱，思个远遁山林。。思个的部下难以忍受流离颠沛之苦，于是将思个擒获，献于达耶瓦底侯。。
万历五年（1577）夏，达耶瓦底侯将思个及其家眷押往汉达瓦底。勃印囊赦免了思个，其同谋者则被贬为奴隶，卖往加尔各答。思个似乎一直留在了汉达瓦底，孟拱昭法一职由班赖侯承袭。
明代文献则记载，思个于万历七年（1579）被缅甸擒获：
（七年）思于是，瑞体复率兵象侵迤西。思个因中国无援，不支，败奔腾越，中途为奴郎都等执送瑞体，不屈，遇害。瑞体尽据迤西。目民奔永昌，稍安置于内地。
《明神宗万历实录》载万历七年正月壬申日：“思个果能款贡，即宜与题请冠带承袭。”。则思个于同年稍晚之时，为缅甸所擒。

## 脚注
1. ↑  瞿九思：《万历武功录》卷6《缅甸列传上》：“乙亥中，莽瑞体提兵击迤西，追逐思个法。”
2. ↑  《万历武功录》卷6《缅甸列传上》：“即猛养思个者，思任之苗裔也。”
3. 1 2  《琉璃宫史》，第805页。
4. ↑  《上缅甸和滇西掸族史概述》，第45页，Chau Kaa Pha即位于1564年。
5. ↑  瞿九思：《万历武功录》卷六《缅甸列传》：“个妻父廖邦治为画献象请兵之计”。
6. ↑  《琉璃宫史》，第789页。
7. ↑  包见捷：《缅甸史末》载隆庆年间，“个亦退保猛伦，相决不下。”
8. ↑  《琉璃宫史》，第767-768页。
9. ↑  《琉璃宫史》，第781页。
10. ↑  包见捷：《缅甸史末》。
11. ↑  《琉璃宫史》，第787-789页。
12. ↑  《琉璃宫史》，第789-792页。
13. ↑  包见捷：《缅甸史末》；瞿九思：《万历武功录》卷六《缅甸列传》
14. ↑  《琉璃宫史》，第802页。
15. ↑  《琉璃宫史》，第804页。
16. ↑  《琉璃宫史》，第804-805页。
17. ↑  包见捷：《缅甸始末》。
18. ↑  《明神宗万历实录》卷83，第7页。